# William E. Gordon
William Edwin Gordon (* 8. Januar 1918 in Paterson, New Jersey, USA; † 16. Februar 2010 in Ithaca, New York, USA) war ein US-amerikanischer Elektroingenieur, Physiker und Astronom.

## Leben
Nach dem Schulbesuch studierte er zunächst am Teacher’s College von Montclair (New Jersey) und beendete dieses mit einem Bachelor. Anschließend studierte er an der New York University, wo er mit einem Master of Science (M.Sc.) abschloss. Später folgte seine Promotion zum Ph.D. in Elektrotechnik an der Cornell University.
Gordon arbeitete Ende der 1950er Jahre an einem Radarsystem zur Erforschung der Ionosphäre der Erde, als er entdeckte, dass seine Entwicklungen auch für Studien in dem neuen Gebiet der Radioastronomie eingearbeitet werden könnten.

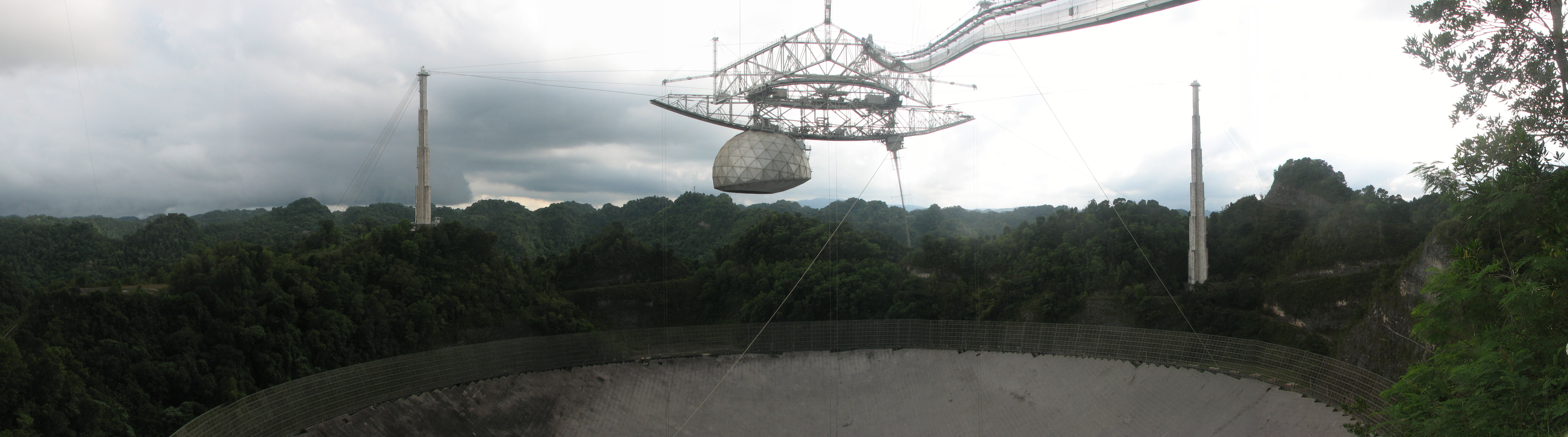
Das Arecibo-Teleskop

Finanziert durch die Advanced Research Projects Agency (ARPA) entwickelte er 1960 ein Teleskop mit einem 1000 Fuß (etwa 305 Meter) großen fixierten sphärischen Reflektor und einem über dem Reflektor installierten beweglichen fokussierenden System. Der Bau des Arecibo-Observatoriums in Arecibo (Puerto Rico) wurde 1963 abgeschlossen. Dieses Radioteleskop war grundlegend für mehrere Entdeckungen wie der Bestimmung der Rotationszeit des Merkur, der Studie von Pulsaren (schnell rotierenden Neutronensternen) und dem Auffinden des ersten binären Pulsar PSR J1915+1606 durch Russell Hulse und Joseph Hooton Taylor Jr. 1974.
Nach Beendigung seiner Tätigkeit am Arecibo-Observatorium erhielt er 1966 einen Lehrauftrag an der Rice University in Houston (Texas). Gordon, dessen Emeritierung 1985 erfolgte, war auch seit 1968 Mitglied der National Academy of Sciences sowie seit 1975 der National Academy of Engineering. Schließlich wurde er 1986 Fellow der American Academy of Arts and Sciences.
Das von ihm gebaute Arecibo-Observatorium hatte auch eine wichtige Rolle bei der öffentlichen Idee über das Aussehen der Wissenschaft und war sowohl in dem James-Bond-Film GoldenEye (1995) als auch in dem Kinofilm Contact (1997) mit Jodie Foster zu sehen.
Zum 40-jährigen Bestehen des Arecibo-Observatoriums, das von der Cornell University durch das Nationale Astronomie- und Ionosphärenzentrum (National Astronomy and Ionosphere Center) für die Nationale Wissenschaftsstiftung (National Science Foundation) betrieben wird, sagte Gordon 2003:
„When we were talking about building the telescope back in the late '50s, we were told by eminent authorities it couldn't be done. We were in the position of trying to do something that was impossible, and it took a lot of guts and we were young enough that we didn't know we couldn't do it. It took five years from idea to dedication, and that is short. But we were in the right place at the right time and had the right idea and the right preparation. We had no rules or precedents.“
(„Als wir Ende der 1950er Jahre darüber redeten ein solches Teleskop zu bauen, sagten uns bedeutende Autoritäten, dass dies nicht möglich sei. Wir befanden uns in einem Stadium etwas zu versuchen, was nicht möglich war, und es bedurfte einer Menge Mumm und wir waren jung genug, dass wir nicht wussten, dass wir es nicht tun könnten. Es dauerte fünf Jahre von der Idee bis zur Einweihung, und das ist kurz. Aber wir waren am richtigen Platz zur richtigen Zeit und hatten die richtige Idee und die richtige Vorbereitung. Wir hatten keine Regeln und keine Präzedenzfälle.“)